# 戈伊地区奥伊廷根
戈伊地区奥伊廷根是德国巴登-符腾堡州的一个市镇。总面积32.82平方公里，总人口5425人，其中男性2741人，女性2684人（2011年12月31日），人口密度165人/平方公里。